# Analog-Stick

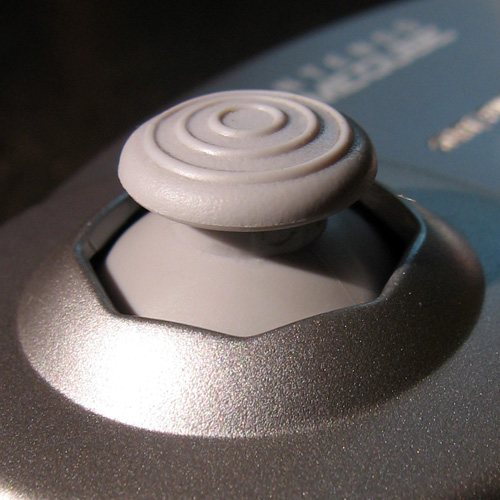
Ein Analog-Stick des Nintendo-GameCube-Controllers in der zentrierten Standardposition

Ein Analog-Stick (auch Analogstick oder Control-Stick genannt) ist ein Eingabegerät für einen Gamecontroller (oft Gamepad) für zweidimensionale Signale. Dieser lässt sich in mehrere Richtungen neigen. Ein Analog-Stick ist in der Funktionsweise der eines Joysticks sehr ähnlich.
Der Analog-Stick hat größtenteils das Steuerkreuz bei Computerspielen abgelöst, sowohl im Bekanntheitsgrad als auch in der Anzahl der Verwendungen.

## Funktionsweise
Das Signal, das der Stick erzeugt, basiert auf der Position des Sticks in Abhängigkeit von der Standardposition. Während digitale Sticks wie zum Beispiel Steuerkreuze auf einzelnen elektrischen Signalen beim Betätigen basieren (dazu werden über interne Kontakte für die vier Richtungen hoch, runter, links und rechts kurze elektrische digitale Signale erzeugt), nutzen analoge Sticks kontinuierliche elektrische Spannungen, die durch ein Potentiometer geregelt werden. Je ein Potentiometer misst die Position links/rechts oder oben/unten. Durch eine Änderung der Lage des Analog-Sticks ändert sich so die Spannung. Anhand der beiden aktuellen Spannungen kann so die Position des Sticks festgestellt werden.
Der N64-Controller stellt durch seine Funktionsweise eine Ausnahme dar: Im Original wird je eine Zählscheibe von zwei Lichtschranken abgetastet. Sie sind so ausgerichtet, dass sie je nach Drehrichtung abwechselnde Impulse erzeugen. Diese werden von dem Chip auf der Hauptplatine des Controllers in eine absolute Position umgerechnet.

## Verwendung in Computerspielen
In einem Computerspiel wird ein Analog-Stick oft benutzt, um ein Spielobjekt zu bewegen, meistens die Spielfigur. Er wird auch zur Drehung der Kamera eingesetzt, üblicherweise um die Spielfigur herum. Der Analog-Stick kann eine Vielzahl von anderen Funktionen besitzen, abhängig vom Spiel. Viele moderne Analog-Sticks können auch wie andere Tasten auf dem Controller gedrückt werden.
Der Analog-Stick wird hauptsächlich in 3D-Spielen verwendet, wo mehr als acht Richtungen notwendig sind (acht Richtungen werden durch das Steuerkreuz ermöglicht). Ein Steuerkreuz in einem 3D-Spiel zu benutzen, schränkt die Fähigkeit zur Bewegung stark ein. In einem 3D-Plattformspiel wie zum Beispiel Super Mario 64 wäre es mit einem Steuerkreuz nur möglich, nach vorne, links und vorne-links zu bewegen, aber nicht dazwischen. Genau dies war in der Portierung für den Nintendo DS der Fall, weil der DS keinen Analogstick besaß. Manche frühen 3D-Spiele wie Resident Evil überwanden diese Einschränkung, indem links und rechts auf dem D-Pad zur Drehung der Spielfigur anstatt zur Bewegung genutzt wurde. Dies verursachte allerdings eigene Probleme, weil die Spielfigur nicht fähig war sich während der Drehung zu bewegen. Mit der Verbreitung des Analog-Sticks waren die genannten Probleme des Steuerkreuzes Vergangenheit.

### Duale Analog-Sticks

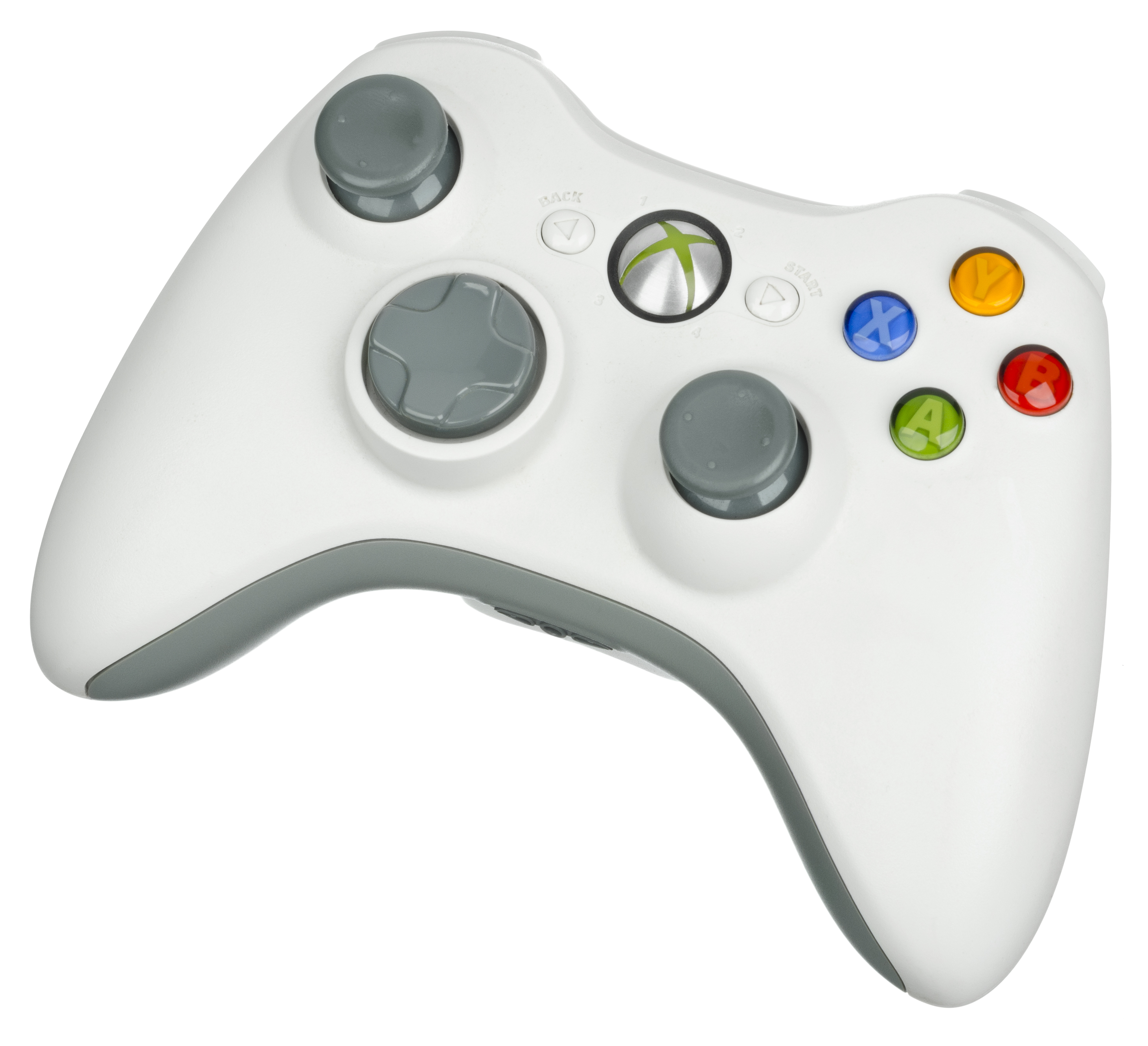
Der Standard Xbox-360-Controller mit 2 Analogsticks

Zwei Analog-Sticks ermöglichen weitere Funktionen und Anwendungsmöglichkeiten als einer. An vielen modernen Gamepads ist der erste linke Stick links über dem Steuerkreuz angebracht, während der zweite rechte Stick sich links unter den Tasten befindet. Gamepads mit dieser Anordnung sind beispielsweise der Nintendo Switch Pro Controller, Xbox Wireless Controller und der Xbox-360-Controller.
Manche Gamepads haben die zwei Analog-Sticks stattdessen in einer symmetrischen Anordnung mit dem Steuerkreuz an der linken oberen Seite und den Tasten an der rechten oberen Seite. Sonys PlayStation-Gamepads – der Dual-Analog-Controller, DualShock, DualShock 2, Sixaxis und DualShock 3 – benutzen alle diese Anordnung. Der Wii Classic Controller macht ebenfalls Gebrauch von dieser Konstellation. Das ursprüngliche Wii U GamePad hatte zwei analoge „Circle Pads“ symmetrisch über dem Steuerkreuz und den Tasten positioniert, wurde aber neukonfiguriert und hat nun zwei klickbare Analog-Sticks.
Bei Genres wie Action, Adventure, Plattformspiel und Third-Person-Shooter kontrolliert der linke Stick üblicherweise die Spielfigur, während der zweite Stick die Kamera kontrolliert. Der zweite Stick verringert das Problem vieler früherer Plattformspiele, bei denen die Kamera notorisch ungünstig positioniert war. Der rechte Stick ist auch für die meisten modernen Ego-Shooter wie Halo wichtig, wo dieser die Blickrichtung und das Zielen steuert, während der linke Stick die Bewegung der Spielfigur steuert. In Namcos Katamari Damacy und dessen Nachfolgern werden beide Analog-Sticks gleichzeitig dazu benutzt, die Spielfigur zu kontrollieren.
Sonys PlayStation Portable wurde für den Mangel eines zweiten analogen „Knubbels“ kritisiert. Diese Kritik traf später auch Nintendos Nintendo 3DS. Nintendo hat inzwischen ein erwerbbares Add-on für den 3DS veröffentlicht, das unter anderem ein zweites analoges „Circle Pad“ bereitstellt. Der Nachfolger der Sony PSP, die PlayStation Vita, ist die erste Handheld-Konsole, die zwei Analog-Sticks besitzt.

## Geschichte
Die erste Spielkonsole, dessen Controller über einen analogen Joystick verfügte, war das 1292 Advanced Programmable Video System, welches im Jahr 1976 veröffentlicht wurde. Die 2 Sticks verwendeten je ein Paar von Potentiometern, waren jedoch nicht selbstzentrierend.
1982 veröffentlichte die Firma Atari ihren ersten Controller mit einem auf Potentiometern basierten analogen Joystick für ihre Atari-5200-Heimkonsole. Allerdings erwies sich das nicht selbstzentrierende Joystick-Design als plump und unzuverlässig. Während dieser Zeit führte General Consumer Electronics den Vectrex ein, ein auf Vektorgrafiken basiertes System, welcher einen selbstzentrierenden Analog-Stick benutzte. Viele Jahre lang ignorierten Konsolen die analoge Technik und nutzten stattdessen das digitale Steuerkreuz. Erst das Aufkommen von 3D-Grafiken und den Spielmechaniken die damit einherkamen führten zu einer weiten Verbreitung des Analog-Sticks.
Im Jahr 1985 führte Segas Third-Person-Rail-Shooter-Spiel Space Harrier, veröffentlicht für Arcade-Systeme, einen echten analogen Flightstick ein. Er konnte sowohl Bewegungen in jede Richtung registrieren als auch den Grad des Drucks. Damit konnte die Spielfigur in verschiedenen Geschwindigkeiten bewegt werden, abhängig davon, wie stark der Joystick in eine bestimmte Richtung gedrückt wurde.
Am 26. April 1996 veröffentlichte Sony einen potentiometerbasierten analogen Joystick für den Einsatz in Flugsimulationsspielen. Der Sony Dual Analog Flightstick hatte zwei analoge Sticks und wurde in Spielen wie Descent genutzt, um einen größeren Grad der Bewegungsfreiheit zu ermöglichen als typische digitale Joysticks der damaligen Zeit.

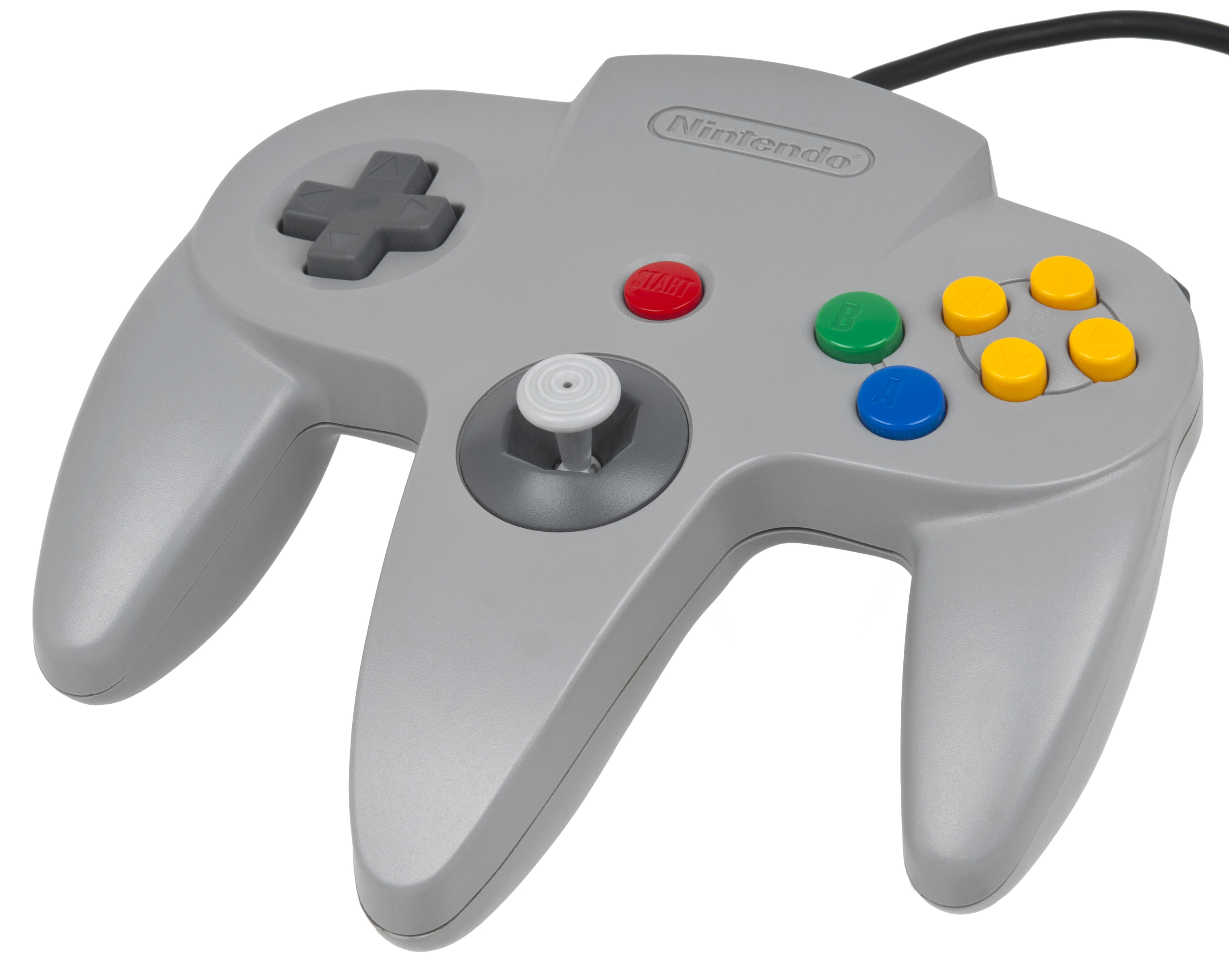
Der Nintendo-64-Controller begründete den Trend der analogen Gamecontroller.

Ursprünglich für den 21. April 1996 angekündigt, veröffentlichte Nintendo das Nintendo 64 samt dazugehörigem Controller erst am 24. Juni 1996 und war damit das erste Standard-Gamepad für eine Konsole mit Analog-Stick. Der neue Controller beinhaltete einen mit dem Daumen gesteuerten Control-Stick (der Stick arbeitet nach demselben Prinzip wie eine mechanische Computer-Maus), der unterschiedliche Level der Bewegung und nahezu 360-Grad-Kontrolle ermöglichte und die Signale in viel präzisere Bewegungen übersetzte als es mit einem Steuerkreuz möglich wäre.
Am 5. Juli 1996 veröffentlichte Sega das Spiel Nights into Dreams … für ihre Saturn-Konsole in Japan, das im Paket mit dem Saturn 3D Control-Pad kam, welches ein analoges Pad besaß, um dem Spieler mehr Kontrolle über die flugbasierte Spielmechanik zu geben. Das analoge Pad war weniger kompliziert im Aufbau im Vergleich zu seinen Zeitgenossen, da es einen Hall-Sensor besaß, der als Basis des Dreamcast-Controller diente.
Am 25. April 1997 veröffentlichte Sony einen ähnlichen analogen Stick, basierend auf derselben Potentiometertechnik, die auch im größeren Dual Analog Flightstick genutzt wurde. Der Sony Dual Analog Controller unterstützte Force-Feedback, drei analoge Modi (Flightstick, Vollanalog und Analog abgeschaltet), sowie zwei konkav geformte Daumensticks, während Nintendo und Segas Controller nur je einen Stick hatten.
Am 20. November 1997 veröffentlichte die Firma Sony ihren dritten analogen Controller, den DualShock. Der Controller besaß Zwillingsticks ähnlich zum Dual Analog Controller, diese waren allerdings konvex geformt und gummiert anstatt aus Plastik. Sony entfernte auch den dritten analogen (Flightstick) Modus und fügte zwei neue Tasten unter die Analog-Sticks hinzu, die durch Drücken der Sticks betätigt werden konnten.
1999 wurde Sonys Ape Escape das erste Computerspiel, das zwei Analog-Sticks zum Spielen erforderte.
In den Spielkonsolen-Generationen, die folgten, haben die meisten Gamecontroller zwei analoge Sticks, mit Ausnahme der Dreamcast-Konsole. Andere Ausnahmen zu dieser Dual-Stick-Regel sind Sonys PlayStation Portable und die Nintendo 3DS Handheld-Konsole (obwohl letztere durch eine optionale Hardware-Erweiterung mit einem zweiten Stick erweiterbar ist), die beide nur einen kleinen analogen Trackpoint besitzen. Der New Nintendo 3DS besitzt nun auch einen zweiten Stick in Form eines Trackpoint, ähnlich wie er vor allem bei älteren Laptops als Eingabegerät vorkam. Sonys PlayStation Vita besitzt auch wieder zwei analoge Sticks.

## Probleme
Früher war es bei Analog-Sticks oft der Fall, dass sich das Plastik abnutzte und die Sticks mit der Zeit so immer ausgeleierter wurden. Dies ist besonders beim N64-Controller der Fall. Heutige Analog-Sticks sind jedoch meist deutlich robuster.
Bei einigen Analog-Sticks nutzen sich nach längerer intensiver Nutzung die Gummiüberzüge ab. Folgen davon sind unter anderen, dass man nicht mehr so präzise steuern kann. Um dieses Problem zu lösen, müssen neue Gummiüberzüge auf die Sticks aufgebracht werden. Dies ist beispielsweise bei geschätzt 10 % der ersten Ausführung des DualShock4-Controllers der Fall.
Bei der Nutzung einiger Analog-Sticks bewegt sich die Spielfigur, obwohl keine Eingabe getätigt wird. Oft hilft es, wenn man sogenanntes Kontaktspray in die Aussparung für die Sticks spritzt, um die Kontakte zu reinigen. Dabei muss jedoch darauf geachtet werden, dass vom Hersteller ausdrücklich darauf hingewiesen wird, dass das Spray auch bei Elektronik wirkt. Ist dies nicht der Fall, kann es passieren, dass die Kontakte der Analog-Sticks kaputt gehen und die Sticks auf gar keine Eingabe mehr reagieren. Dieses Problem ist ziemlich oft bei den Joy-Con der Nintendo Switch anzutreffen (Joy-Con-Drift genannt), höchstwahrscheinlich weil diese sehr klein sind und alleine deshalb ohnehin wenig Spielraum beim Bewegen zur Verfügung haben, sodass bereits wenig Schmutz in den Zwischenräumen der Sticks dafür sorgen kann, dass diese nicht mehr wie gewünscht funktionieren.